# Karosserie- und Fahrzeugbaumechaniker
Karosserie- und Fahrzeugbaumechaniker ist in Deutschland seit 2003 ein staatlich anerkannter Ausbildungsberuf nach Berufsbildungsgesetz und Handwerksordnung.

## Ausbildungsdauer und Struktur
Die Ausbildungsdauer zum Karosserie- und Fahrzeugbaumechaniker beträgt in der Regel drei Jahre. Die Ausbildung erfolgt an den Lernorten Betrieb und Berufsschule.
Es handelt sich um einen Beruf mit Fachrichtungen. Ab dem zweiten Ausbildungsjahr unterscheiden sich die Ausbildungsinhalte nach der gewählten Fachrichtung: 
1. Karosserieinstandhaltungstechnik,
2. Karosserie- und Fahrzeugbautechnik,
3. Caravan- und Reisemobiltechnik.

In Österreich ist Karosseriebautechnik ein Lehrberuf mit einer Ausbildungsdauer von 3,5 Jahren. Karosseriebautechniker stellen Karosserien, Aufbauten und Verkleidungen für Spezialfahrzeuge (z. B. Lastkraftwagen, Kühlwagen, Feuerwehrwagen, Straßenreinigungswagen) her, warten und reparieren sie.

## Entstehungsgeschichte
Die Ausbildungsordnung aus dem Jahr 2003 sah noch eine traditionelle Zwischenprüfung sowie eine herkömmliche Abschlussprüfung vor, bei der mittels einer Erprobungsverordnung die Akzeptanz der Gestreckten Gesellenprüfung untersucht wurde. 2008 wurde die Erprobung in Dauerrecht überführt, nachdem eine Evaluation der Erprobungsverordnung zu einem positiven Ergebnis gekommen war. Der Beruf ersetzt den Ausbildungsberuf Karosserie- und Fahrzeugbauer/-in aus dem Jahr 1989.

## Arbeitsgebiete
Karosserie- und Fahrzeugbaumechaniker/-innen stellen Karosserieteile und Fahrzeugaufbauten her. Sie arbeiten in Kfz-Werkstätten in der Reparatur von Fahrzeugen oder bei Automobil- oder Nutzfahrzeugherstellern. Dort stellen sie Oberflächen aus Stahl, Aluminium, Magnesium oder Kunststoff her, lackieren sie und schützen sie gegen äußere Einflüsse.
In der Fachrichtung Karosserieinstandhaltungstechnik reparieren sie Unfallfahrzeuge und beurteilen bzw. dokumentieren Schäden. Sie rüsten Pkw und Lkw mit Zubehör aus oder um.
Wenn sie die Fachrichtung Karosseriebautechnik gewählt haben, vertiefen sie ihre Qualifikationen in der Konstruktion von Karosserien, Karosserieteilen oder Fahrzeugaufbauten. Sie bauen Prototypen oder Nullserien, bauen Hebe- und Ladehilfseinrichtungen, klimatechnische Systeme oder weiteres Zubehör ein, können aber auch in der Restaurierung von Youngtimern oder Oldtimern beschäftigt sein.
In der Fachrichtung Fahrzeugbautechnik stellen sie Sonderfahrzeuge z. B. für den Transport von Brennstoffen, Müll oder Baustoffen einschließlich Anhänger und Sattelanhänger her. Sie rüsten aber auch bestehende Fahrzeuge für wechselnde Einsatzgebiete, etwa den Einsatz im Straßen- und Schienenbetrieb um.
Zu den Tätigkeiten in der Fachrichtung Caravan- und Reisemobiltechnik gehören beispielsweise das Prüfen und Instandhalten von Karosserien, Bauteilen, Baugruppen und Aufbauten von Caravans und Reisemobilen.